# تریاسوسکولدا
تریاسوسکولدا (انگلیسی: Triassosculda) یک سرده منقرض شده از میگوی آخوندکی از بیوتاهای پاریس قدیمی تریاس پیشین آیداهو است. کشف آن یک شکاف ۱۰۰ میلیون ساله در تکامل میگوی آخوندکی از اواخر کربونیفر تا ژوراسیک را پر کرد. تنها گونهٔ آن T.ahyongi است.

## کشف و نامگذاری
در حال حاضر تریاسوسکولدا از دو نمونه فسیلی شناخته شده‌است که هر دو از دره پاریس در آیداهو، ایالات متحده کاوش شده‌اند. هولوتایپ (UBGD 30550) شامل ناحیه خلفی حیوان است که در نمای شکمی حفظ شده‌است، از جمله پایانچه، اوروپودها (پای‌دم‌ها) و سه بخش آخر پلئون. پاراتایپ (UBGD 294010) بخش بزرگی از شکم و اروپودهای احتمالی را در نمای پشتی جانبی حفظ می‌کند.